# Hermann Aumer (Politiker)
Hermann Walter Aumer, auch Hermann Walther Aumer (* 30. April 1915 in München; † 30. Mai 1955 ebenda) war ein deutscher Politiker.

## Leben
Aumers Vater hieß ebenfalls Hermann; er wurde 1889 geboren, war NSDAP-Mitglied, bis 1936 Handelsrichter, später Vizepräsident der Industrie- und Handelskammer München und Generalkonsul.
Aumer besuchte in München die Volksschule, das Realgymnasium, die Handelshochschule und machte dann eine Banklehre. Zum 1. Mai 1933 trat er der NSDAP in St. Gallen bei (Mitgliedsnummer 1.816.841), wurde aber offenbar bereits 1934 wieder von der Mitgliederliste gestrichen. Es folgte eine mehrjährige Tätigkeit im Bankhaus Gebrüder Arnhold in Berlin und in der Reichskreditgesellschaft in Berlin. Von 1940 bis 1945 war er in München in leitender Position bei der Diamalt AG beschäftigt. 1942 wurde er rumänischer Vizekonsul in München.
Ab dem 26. Oktober 1945 war Aumer in Bayern Staatskommissar für Wiedergutmachungsfragen. Nach der Amtsenthebung durch die amerikanische Militärregierung im August 1946 wegen Unregelmäßigkeiten  arbeitete er als Buchhändler. Er war Vorstandsmitglied der Deutschen Friedensgesellschaft. Ursprünglich SPD-Mitglied, wechselte er 1947 zur Bayernpartei.
1949 bis 1953 war Aumer eine Wahlperiode Mitglied des Deutschen Bundestages für den Wahlkreis Ingolstadt. Dort vertrat er zunächst die Bayernpartei; nach dem Ausschluss aus der Partei im Juni 1950 war er ab 8. September 1950 fraktionsloser Abgeordneter. Nachdem der Untersuchungsausschuss zur Hauptstadtfrage (sogenannter Spiegelausschuss) festgestellt hatte, dass Aumers Abgeordnetentätigkeit durch Zahlungen der Erdölindustrie beeinflusst worden war, wurde er im Juni 1951 zur Niederlegung seines Mandats aufgefordert, was er jedoch ablehnte. 1952 hob der Bundestag Aumers Immunität auf.